# Керрах
Керрах, Койрах (ингуш. Кхиерахь) — село в Джейрахском районе Республики Ингушетия. Входит в сельское поселение Ляжги. На северо-востоке от Эрзи, Хамышки и Мороч. Родовой аул тайпа Корахой.
Койрах — развалины заброшенного аула западнее современного одноимённого селения; находятся в правобережье реки Армхи, южнее высоты 1892 м. Другое название — Кхиерах. В основу названия могло лечь вайнахское Кхиера «камень». Из этого аула вышли фамилии Эсмузиевы и Кориговы.

## Этимология
К. Чокаев название тайпа Кхорхой привел в форме «КхуорагӀой». Он сообщает, что название тайпа происходить от аула KxoparӀe//Кхиерах. Он приводит две версии первая от «кхуор» слива и суффикс -гӀ или от Кхиер — камень. Так он сообщает, что Корохоевы имеет корень от тайпа.

## Население
| 2010 |
| ---- |
| 0    |